# Tullio Grassi
Tullio Grassi (5 febbraio 1910 – Lugano, 8 novembre 1985) è stato un calciatore svizzero, di ruolo attaccante.

## Carriera
Debuttò a 16 anni con la maglia rossoblù del Chiasso squadra di cui fu campione d'inverno come allenatore negli anni 1957-58. In seguito divenne giocatore del Lugano con il quale fu campione svizzero nella stagione 1937-38. A 19 anni esordì in nazionale rossocrociata con cui giocò il campionato mondiale del 1938.